# Aventura din Wisteria Lodge
„Aventura din Wisteria Lodge” (în engleză „The Adventure of Wisteria Lodge”) este una dintre cele 56 povestiri scurte cu detectivul Sherlock Holmes ale lui Sir Arthur Conan Doyle și prima povestire din volumul Ultima reverență.
Ea a fost împărțită în două părți, intitulate „Neobișnuita experiență a domnului John Scott Eccles” (în engleză „The Singular Experience of Mr. John Scott Eccles”) și „Tigrul din San Pedro” (în engleză „The Tiger of San Pedro”). Povestirea a fost publicată în hebdomadarul american Collier's Weekly din 15 august 1908 și în revista Strand Magazine din august și septembrie 1908 sub titlul colectiv „O amintire a domnului Sherlock Holmes” (în engleză „A Reminiscence of Mr. Sherlock Holmes”), cu ilustrații de Arthur Twidle. Ea a apărut apoi în volumul "Ultima reverență" (în engleză His Last Bow), editat în anul 1917 de John Murray din Anglia.

## Rezumat

### Neobișnuita experiență a domnului John Scott Eccles

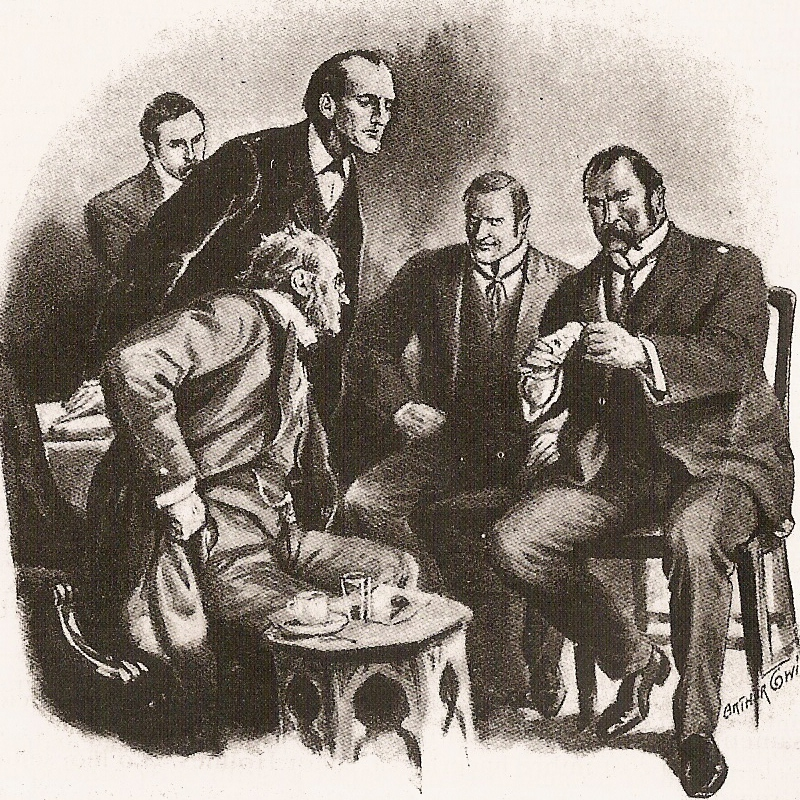
Eccles, Holmes şi inspectorul Baynes.

Holmes este vizitat de un gentleman englez pe nume John Scott Eccles, care dorește să-i aducă la cunoștință o întâmplare “grotescă”. La scurtă vreme sosesc la 221B Baker Street inspectorul Gregson împreună cu inspectorul Baynes de la poliția din comitatul Surrey. Ei vor să-i ia o declarație lui Eccles despre o crimă petrecută în seara trecută lângă Esher. Un bilet găsit în buzunarul unui bărbat mort indică faptul că Eccles își anunțase prezența în casa victimei în acea seară.
Eccles este uluit să audă de moartea violentă a lui Aloysius Garcia, care fusese lovit cu bestialitate cu un sac de nisip. El recunoaște că și-a petrecut noaptea trecută la Wisteria Lodge, casa închiriată a lui Garcia, dar când s-a trezit dimineața a constatat că Garcia și servitorii săi dispăruseră fără urmă. El s-a găsit singur într-o casă pustie. Eccles își amintește că l-a văzut pe Garcia pe la ora 1 noaptea când acesta a intrat în camera oaspetelui pentru a-l întreba dacă sunase clopoțelul.
Eccles l-a întâlnit pe Garcia, un spaniol, în casa unei cunoștințe și părea că s-a format o prietenie strânsă între cei doi. Garcia l-a invitat pe Eccles să vină la casa lui pentru câteva zile, dar când Eccles a ajuns acolo, a constatat că era ceva în neregulă. Garcia părea preocupat de ceva, iar seara respectivă a fost foarte sumbră. Garcia nu a mai dat oaspetelui său niciun fel de atenție după ce servitorul i-a înmânat un bilet.
Eccles a părăsit Wisteria Lodge a doua zi dimineață și s-a interesat la agenția imobiliară, aflând că acea casă fusese închiriată, iar chiria era plătită în avans. Neliniștit, a contactat Ambasada Spaniei din Londra, dar cei de acolo nu auziseră de Garcia.
Inspectorul Baynes găsise însă biletul pe care Eccles a susținut că l-a primit Garcia. Acesta avea următorul conținut: “Propriile noastre culori, verde și alb. Verde deschis, alb închis. Scara principală, primul coridor, a șaptea la dreapta, cu dimie verde. Dumnezeu să te ocrotească. D.”, mesajul fiind scris de o femeie.
Baynes susține că omorârea lui Garcia s-a petrecut înainte de ora 1, când începuse să plouă, dar Eccles spune că acest lucru este imposibil, pentru că Garcia venise în camera sa la acea oră. Holmes presupune că Garcia putea să fi dat ceasul cu o oră mai târziu, pentru a-l trimite pe Eccles la culcare mai înainte, iar intrarea în camera oaspetelui la acea oră avea scopul de a-i asigura un alibi din partea acestuia. 
Holmes deduce faptul că criminalul locuia în apropiere de Wisteria Lodge, într-o casă mare.

### Tigrul din San Pedro

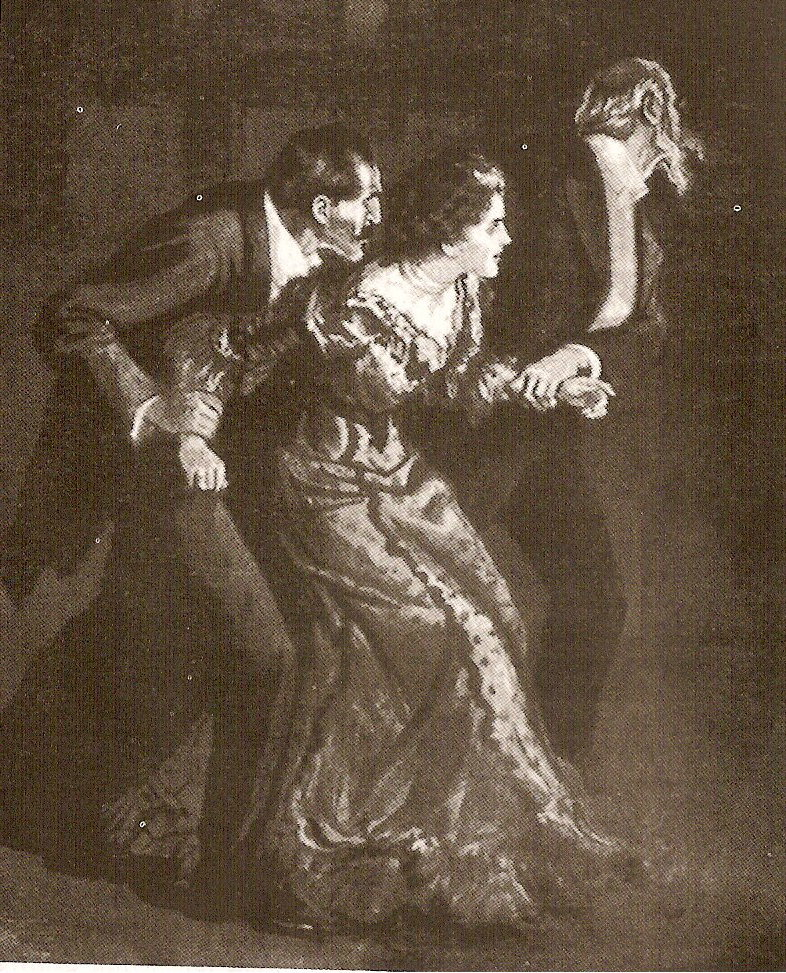
Murillo trăgând-o cu forţa pe domnişoara Burnet.

Holmes și dr. Watson merg la Esher pentru a vedea Wisteria Lodge împreună cu inspectorul Baynes. Polițistul de pază relatează că a văzut un om masiv, pe care-l asemuiește cu diavolul, care privea prin fereastră. L-a urmărit, dar intrusul a reușit să scape. Holmes observă urmele de pași și-și dă seama că polițistul nu s-a înșelat.
În interiorul casei, sunt văzute mai multe obiecte stranii. Unul dintre ele pare să fie un copil mumificat, o pasăre sfârtecată în bucăți, o găleată cu sânge și o tavă cu oase carbonizate. Holmes face legătura mai târziu cu practica voodoo, obținând un indiciu important.
La cinci zile după crimă, Holmes este uimit să citească în ziar că Baynes a arestat pe cineva; este vorba de bucătarul lui Garcia, un mulatru uriaș. Acesta nu-i furnizează nicio informație, singurele sunete scoase fiind doar niște mârâieli. Detectivul este sigur că nu bucătarul este ucigașul și-i spune aceasta lui Baynes, dar polițistul refuză asistența și sfaturile lui Holmes.
Holmes își petrece timpul analizând casele mari din apropierea locului crimei. Dintre toate, cel mai interesant i se pare conacul High Gable, construit în stil iacobin, acolo locuind un anume Henderson, care petrecuse evident un timp la tropice. Servitorul acestuia are tenul ciocolatiu. Henderson are două fete care sunt îngrijite de o guvernantă englezoaică pe nume Burnet. Holmes află de la un grădinar concediat pe nume John Warner că Henderson este bogat și că se teme îngrozitor de ceva. Nimeni nu știe de unde vine el. Henderson este descris de servitor ca un tip violent.
Holmes crede că criptograma provine din acea casă și a fost scrisă de domnișoara Burnet, care nu a mai fost văzută din noaptea crimei. Detectivul decide să intre în camera guvernantei în noaptea următoare pentru a dezlega misterul. Warner vine însă și-l anunță că Henderson a plecat cu trenul și a încercat să o ia pe domnișoara Burnet cu el. Fostul grădinar a reușit însă să o smulgă din mâinile lui Henderson, și a adus-o cu o birjă la hanul unde erau cazați Holmes și Watson. Guvernanta fusese incapabilă să meargă pentru că era drogată cu opiu.
“Henderson” a fost identificat de inspectorul Baynes. El era Don Juan Murillo, Tigrul din San Pedro, un dictator sângeros din America Centrală, care fusese răsturnat de la putere cu mai mulți ani în urmă. Garcia, care era din San Pedro și nu din Spania, a fost ucis de Murillo în timpul unei tentativă eșuate de răzbunare la adresa fostului dictator. Domnișoara Burnet făcea parte și ea din echipa de complotiști. Ea recunoaște că a scris biletul cifrat, dar secretarul lui Murillo a surprins-o și l-a prevenit pe fostul dictator. Murillo l-a așteptat pe Garcia și l-a ucis, lovindu-l cu un sac de nisip. Numele real al domnișoarei Burnet este doamna Victor Durando. Fostul său soț era din San Pedro, ambasadorul acestui stat în Marea Britanie și un potențial rival politic al lui Murillo. Dictatorul l-a rechemat în țară și l-a împușcat pentru a nu-i amenința poziția.
Murillo și camarazii săi au reușit să scape de poliție și au fugit din Anglia, stabilindu-se la Madrid sub alte nume. Cu toate acestea, la șase luni de la uciderea lui Garcia, marchizul de Montalva și secretarul său, Signor Rulli, au fost uciși în camerele lor de la Hoitelul Escurial din Madrid. Crima a fost pusă pe seama nihiliștilor, iar criminalii nu au fost prinși niciodată.

## Personaje
- Sherlock Holmes
- doctorul Watson
- John Scott Eccles
- Inspectorul Gregson - inspector la Scotland Yard
- Inspectorul Baynes - inspector la poliția din comitatul Surrey
- Aloysius Garcia
- Mr. Henderson (Don Juan Murillo)
- Mr. Lucas (Mr. Lopez)
- Miss Burnet (señora Durando)

## Comentariu
Spre deosebire de întreaga colecție de povestiri cu Holmes ale lui Doyle, aceasta este singura povestire în care un inspector de poliție (inspectorul Baynes) este la fel de competent ca Holmes. Holmes nu are decât cuvinte de laudă față de inspectorul Baynes, crezând că el va ajunge departe în carieră, pentru că are instinct și intuiție. Inspectorul Lestrade nu a primit niciodată acest gen de aprecieri din partea lui Holmes.
San Pedro este o țară fictivă. Culorile ei sunt verde și alb, explicând o parte a criptogramei. 
La începutul povestirii se menționează că întâmplare a avut loc în martie 1892, dar acest an face parte din "Marele hiatus", iar referirea lui Holmes la un colonel pe care l-a arestat face ca anul acțiunii să devină probabil 1894. În plus, la începutul povestirii Constructorul din Norwood (1903), a cărei acțiune se petrece în anul 1894, Watson menționează două cazuri inedite pe care le-a investigat Sherlock Holmes după întoarcerea sa la Londra în primăvara anului 1894 și înainte de această anchetă; una dintre cele două anchete inedite este "Cazul documentelor fostului președinte Murillo".

## Adaptări teatrale și cinematografice
Această povestire a servit ca sursă de inspirație pentru al doilea film cu Sherlock Holmes (filmat în 1921) din seria de filme mute cu Eille Norwood.
Povestirea "Aventura din Wisteria Lodge" a fost adaptată în 1968 pentru un episod (episodul 24) al serialului TV Sherlock Holmes (realizat de BBC) cu actorii Peter Cushing și Nigel Stock. 
O nouă adaptare a fost realizată ulterior într-un episod din 1988 al serialului TV Întoarcerea lui Sherlock Holmes cu Jeremy Brett în rolul lui Holmes și Edward Hardwicke în rolul dr. Watson.  Această versiune este destul de fidelă textului original cu câteva excepții. Nu sunt menționate niciun fel de relicve voodoo în Wisteria Lodge, iar Watson este cel care-l urmărește pe bucătar și nu polițistul. De asemenea, la final, "Tigrul din San Pedro" și complicele său sunt uciși în tren de camarazii lui Garcia și nu într-un hotel din Madrid.
Povestirea a inspirat cântecul de jazz The Tiger of San Pedro de John la Barbera, care a fost făcut popular de cântărețul la trombon Bill Watrous.

## Traduceri în limba română
- Aventura de la Wisteria Lodge - în volumul "Sherlock Holmes: Cinci sîmburi de portocală; Omul cu buza răsucită; Banda pestriță; Diamantul; Piciorul diavolului; Aventura de la Wisteria Lodge; Detectivul muribund" (Ed. Wotan, București, 1991) - traducere de Aurel Petrescu
- Aventura din Wisteria Lodge - în volumul "Aventurile lui Sherlock Holmes. Vol IV" (Colecția Adevărul, București, 2010) - traducere de Emilia Oanță
- Aventura din Wisteria Lodge - în volumul "Aventurile lui Sherlock Holmes. Vol IV" (Colecția Adevărul, București, 2011) - traducere de Emilia Oanță